# غلزار محمد (ريغستان)
غلزار محمد (بالفارسية: گلزار محمد) هي قرية تقع في إيران في قسم ریغستان الريفي. يقدر عدد سكانها بـ 123 نسمة .